# 2017 en rugby à XV
Cette page présente les faits marquants de l'année 2017 en rugby à XV : les principales compétitions et événements liés au rugby à XV et rugby à sept ainsi que les décès de grandes personnalités de ces sports.

## Principales compétitions
- Currie Cup (en) (du 21 juillet au 28 octobre 2017)
- Mitre 10 Cup (en) (du 17 août au 27 octobre 2017)
- National Rugby Championship (en) (du 2 septembre au 11 novembre 2017)
- Coupe d'Europe (du 14 octobre 2016 au 13 mai 2017)
- Challenge européen (du 13 octobre 2016 au 12 mai 2017)
- Championnat d'Angleterre (du 2 septembre 2016 au 27 mai 2017)
- Championnat de France (du 20 août 2016 au 4 juin 2017)
- Pro12 (du 2 septembre 2016 au 27 mai 2017)
- Coupe anglo-galloise (du 4 novembre 2016 au 19 mars 2017)
- Super Rugby (du 23 février au 5 août 2017)
- The Rugby Championship (du 19 août au 7 octobre 2017)
- Tournoi des Six Nations (du 4 février au 18 mars 2017)

## Événements

### Janvier
- 24 janvier : Les Suntory Sungoliath remportent la Top League terminant 1ers du classement avec 15 victoires en autant de rencontres.
- 28 janvier au 29 janvier : New Zealand rugby sevens 2017, troisième étape de la saison 2016-2017 du World Rugby Sevens Series à Wellington, Nouvelle-Zélande : Victoire finale de l'équipe de l'Afrique du Sud.

### Février
- 4 février au 5 février : Australia rugby sevens 2017, quatrième étape de la saison 2016-2017 du World Rugby Sevens Series à Sydney, Australie : Victoire finale de l'équipe de l'Afrique du Sud.
- 4 février au 18 mars : 19e édition du Tournoi des Six Nations.

### Mars
- 3 mars au 5 mars : USA rugby sevens 2017, cinquième étape de la saison 2016-2017 du World Rugby Sevens Series à Las Vegas, États-Unis : Victoire finale de l'équipe de l'Afrique du Sud.
- 11 mars au 12 mars : Canada rugby sevens 2017, sixième étape de la saison 2016-2017 du World Rugby Sevens Series à Vancouver, Canada : Victoire finale de l'équipe de l'Angleterre.
- 18 mars : Victoire de l'Angleterre qui conserve son titre acquis l'année passée en remportant le Tournoi des Six Nations 2017.
- 19 mars : Finale de la Coupe anglo-galloise 2017 : Victoire des Leicester Tigers face aux Exeter Chiefs 16-12.

### Avril
- 7 avril au 9 avril : Hong Kong rugby sevens 2017, septième étape de la saison 2016-2017 du World Rugby Sevens Series à Hong Kong, Chine : Victoire finale de l'équipe des Fidji.
- 15 avril au 16 avril : Singapour rugby sevens 2017, huitième étape de la saison 2016-2017 du World Rugby Sevens Series à Singapour : Victoire finale de l'équipe du Canada.
- 29 avril : Les filles du Montpellier Hérault rugby sont sacrées championnes de France en s'imposant en finale 17 à 11 contre le Lille Métropole RC villeneuvois.

### Mai
- 12 mai : Le Stade français remporte le Challenge européen 2017 face à Gloucester 25-17.
- 13 mai :
  - Les Saracens remporte la Coupe d'Europe 2017 face à l'ASM Clermont 28-17. C'est le deuxième titre consécutif pour le club de la banlieue de Londres.
  - Championnat du Portugal 2017 : Victoire du CDUL face au  AEIS Agronomia 25 à 21.

- 13 mai au 14 mai : France rugby sevens 2017, neuvième étape de la saison 2016-2017 du World Rugby Sevens Series à Paris, France : Victoire finale de l'équipe de l'Afrique du Sud.

- 20 mai au 21 mai : London rugby sevens 2017, dixième étape de la saison 2016-2017 du World Rugby Sevens Series à Londres, Angleterre : Victoire finale de l'équipe d'Écosse. Au terme de la saison, l'Afrique du Sud remporte les World Rugby Sevens Series 2017.
- 27 mai :
  - Championnat d'Angleterre 2017 : Victoire des Exeter Chiefs face aux London Wasps 23 à 20 après prolongation.
  - Pro12 2017 : Victoire des Llanelli Scarlets face au Munster 46 à 22.
  - Championnat de Belgique 2017 : Victoire de Dendermondse RC face au RC Soignies 19 à 16.
  - Championnat d'Espagne 2017 : Victoire de Valladolid RAC face au El Salvador Rugby 15 à 6.
  - Championnat d'Italie 2017 : Victoire de Calvisano face à Rovigo 43 à 29.

### Juin
- 3 juin : Début de la tournée de l'équipe des Lions britanniques et irlandais en Nouvelle-Zélande.

- 4 juin : L'ASM Clermont Auvergne est sacré champion de France pour la deuxième fois de son histoire après sa victoire en finale 22 à 16 sur le RC Toulon.

- 18 juin : La Nouvelle-Zélande remporte le championnat du monde junior 2017 après avoir sa large victoire contre l’Angleterre en finale (64-17). Dans la petite finale, l'Afrique du Sud s'impose 37 à 15 face à la France.

- 24 juin : Championnat d'Allemagne 2017 : Victoire de  Heidelberger RK face au TV Pforzheim 39 à 35.

### Août
- 5 août : la Franchise néo-zélandaise des Crusaders remporte son 8e Super Rugby un record après un succès en finale 25-17 contre les Sud africains des Lions.

- 9 août : Les anglaise, tenantes du titre, commencent par une victoire sur l'Espagne 56 à 5 lors du  match d'ouverture de la Coupe du monde féminine.

- 26 août : Finale de la Coupe du monde féminine à Belfast en Irlande du Nord : la Nouvelle-Zélande est sacrée championne du monde pour la cinquième fois après sa victoire sur l'Angleterre, 41 à 32. Un peu plus tôt dans la journée, l'équipe de France prend la troisième place après son succès 31 à 23 sur les États-Unis en petite finale.

### Octobre
- 28 octobre : 
  - Finale de la Currie Cup 2017 la Western province bat les Natal Sharks 33-21 est remporte la compétition pour la 32e fois.
  - Finale de la Mitre 10 Cup Canterbury s'impose 35-13 contre l'équipe du Tasman.

### Novembre
Début des test-matchs d'automne lors du premier week-end de novembre. Le pays de Galles dispute quatre rencontres cet automne alors que les autres pays des Six Nations affrontent trois adversaires. Du côté des nations du sud, c'est la Nouvelle-Zélande qui a le calendrier le plus important en dispute trois tests et deux matchs supplémentaires contre les Barbarians, le XV de France par deux fois (dont un face à sa réserve) ainsi que face aux Écossais et aux Gallois. En Asie la sélection HongKongaise organise un tournoi amical de rugby où il invite le Chili, le Kenya et la Russie et où toutes les équipes se rencontrent une fois en l'espace d'une semaine.   
- 3 novembre : Les Māori de Nouvelle-Zélande battent le Canada sur le score de 51 à 9 (sept essais à zéro).

- 4 novembre : Le premier test-match de novembre oppose le Japon à l'Australie. Largement dominé à la mi-temps, le Japon sauve l'honneur en seconde période mais s'incline lourdement (30-63).

- 10 novembre : Les Barbarians français, devenus l'équipe réserve du XV de France, affrontent les Māori de Nouvelle-Zélande. Les Barbarians s'imposent 19 à 15 (deux essais partout).

- 11 novembre:
  - Le Queensland Country remporte pour la première fois le National Rugby Championship en battant en finale les Canberra Vikings 42 à 28.
  - Début des test matchs en Europe. La Géorgie entame sa série de Test matchs par une belle victoire 54-22 contre le Canada.Italie domine les Fidji, muets en seconde période (19-10). L'Écosse s'impose contre les Samoa dans un match à onze essais (44-38). L'Angleterre bat l'Argentine pour la troisième fois cette année (21-8). Avec quatre essais, l'Australie vient à bout du pays de Galles pour la treizième fois consécutive (21-29). Intraitable, l'Irlande balaye l'Afrique du Sud et bat son meilleur écart de points contre les Springboks (38-3). Impeccables en première mi-temps, les All Blacks cèdent du terrain en seconde mais l'emportent sans difficulté contre l'équipe de France (18-38).

- 14 novembre : Une rencontre amicale oppose les équipes A de France et de Nouvelle-Zélande. Comme son équipe première, la réserve All Black s'impose (23-28).

- 15 novembre : Malgré la recommandation du conseil de World Rugby en faveur de l'Afrique du Sud, la France obtient l'organisation de la Coupe du monde 2023 au terme d'un vote à deux tours se tenant à Londres. La France obtient 24 voix contre 15 pour la candidature sud-africaine. Au premier tour, elle se plaçait en tête avec 18 voix contre 13 à l'Afrique du Sud et 8 à l'Irlande, éliminée[1].

- 18 novembre : Deuxième journée de test-matchs sur le continent européen. L'Argentine prend le dessus sur l'Italie (15-31). La Géorgie fait trembler une équipe galloise largement remaniée (13-6). Quatre essais en seconde période, dont trois dans les dix dernières minutes, permettent à l'Angleterre de battre l'Australie (30-6). La Roumanie surprend les Samoa pour leur première rencontre (17-13). Le Japon surclasse les Tonga (39-6). L'Écosse passe près de l'exploit contre une équipe de Nouvelle-Zélande inhabituellement maladroite (17-22). L'Irlande se fait peur contre les Fidji (23-20). La France perd son cinquième test de suite, dont quatre contre l'Afrique du Sud, et égale sa pire série de défaites depuis 1982 (17-18).

- 25 novembre : Troisième journée de test-matchs sur le continent européen. L'Afrique du Sud balaye une Italie impuissante (6-35). Court succès de la Géorgie contre les États-Unis, qui ont manqué une transformation de dernière minute (21-20). L'Écosse punit l'indiscipline australienne et inscrit une victoire record contre leurs adversaires du jour (53-24). Avec trois essais dans les dix dernières minutes, l'Angleterre s'approche des 50 points contre les Samoa (48-14). Victoire des Tonga sur la Roumanie (20-25). La Nouvelle-Zélande termine sa tournée invaincue en s'imposant sans forcer contre le pays de Galles (18-33). Les Fidji écrasent le Canada (57-17). L'Irlande contrôle contre l'Argentine et finit sa tournée d'automne invaincue (28-19). En grande difficulté, la France manque de sombrer contre un XV du Japon dominateur (23-23).

### Décembre
- 2 décembre : Le pays de Galles et l'Afrique du Sud disputent un quatrième test pour conclure la tournée. Le pays de Galles se relance, profitant d'une première mi-temps désastreuse des Springboks pour se détacher (24-22). Hadleigh Parkes, Néo-Zélandais naturalisé Gallois et tout juste éligible pour le XV du poireau, inscrit un doublé pour sa première sélection.

- 27 décembre : Le président de la Fédération Française de Rugby Bernard Laporte décide de limoger le sélectionneur du XV de France Guy Noves ainsi que son staff à cause de ses mauvais résultats (14 défaites et un nul en 22 rencontres). Pour le remplacer, il nomme Jacques Brunel qui sera accompagné comme adjoints de Jean-Baptiste Elissalde, Sébastien Bruno et Julien Bonnaire.

## Principaux décès
- 3 janvier : Élie Cester, ancien international de rugby à XV français (35 sélections, 1 essai), et vainqueur du Grand chlem 1968 meurt à 74 ans[2].
- 12 janvier : Paul Labadie, ancien international de rugby à XV français (21 sélections), double vainqueur du Tournoi des Cinq Nations en  1954 et 1955 meurt à 88 ans[3].
- 6 février : Joost van der Westhuizen, ancien international de rugby à XV sud-africain (89 sélections, 38 essais), champion du monde 1995, meurt à 45 ans d'une sclérose latérale amyotrophique (dite maladie de Charcot) déclarée en 2011[4].
- 12 février : Sione Lauaki, ancien international de rugby à XV néo-zélandais (17 sélections, 3 essais), finaliste du Super 14 2009 meurt à 35 ans des suites d'une maladie[5].
- 18 février : Daniel Vickerman, ancien international de rugby à XV australien (63 sélections), finaliste de la Coupe du monde 2003 meurt à 37 ans[6].
- 9 mars : Aldo Quaglio, ancien international de rugby à XV français (13 sélections) et vainqueur du Tournoi des cinq nations 1959 meurt à l'âge de 85 ans[7].
- 21 août : Christian Paul surnommé la masse champion de France de rugby en 1973 avec le Stadoceste tarbais et maire de Bordères-sur-l'Échez depuis 2008  meurt à l'âge de 67 ans des suites d'une maladie foudroyante[8].